# Airi Kirishima
Airi Kirishima (japonés: 桐島愛里) es una cantante japonesa perteneciente a I've Sound, que comenzó su carrera en 2009. 
Desde aquel año ha publicado varios álbumes en solitario: Tribal Link-L y Tribal Link-R (2011) y LSP (2013). También ha publicado canciones fuera de un álbum, como: Stragazer (2014), Tú + Misterio + Yo SALTO!! (en japonés [君＋謎＋私でJUMP!!, 2011), Trip -innocent of D- (2012) y Sympathy (2013). 

## Biografía
La cantante Airi Kirishima nació el 6 de noviembre de 1989, en Sapporo, como el resto de las cantantes de I've Sound. Al igual que las otras integrantes de la banda Kotoko, Mami Kawada y Kaori Utatsuki, Airi fue una destacada estudiante de S-Size, la academia de canto de Eiko Shimamiya. A mediados del año 2008, Eiko Shimamiya anunció la llegada de una nueva cantante a la banda. Los detalles de su identidad terminaron de desvelarse en el verano del 2009, cuando se anunció que la nueva vocalista era Airi Kirishima, y que su primer trabajo como cantante de la banda era la canción Two Heart, del juegoEroge: Futa Ane (Dulce y amargo), producido por la empresa BootUp. A pesar de la fecha del anuncio, la banda sonora del juego no salió a la venta hasta diciembre del 2009. Tanto la canción como la incorporación de la cantante fueron bien recibidas por los seguidores del grupo.
En el año 2010 se anunció la creación de Larval Stage Planning, un nuevo grupo formado por cantantes de I've Sound, en el que figurarían la propia Airi Kirishima y dos nuevas integrantes, Nami Maisaki y Rin Asami, y que participaría en el Kisaragi Gold Star, juego desarrollado por la empresa Saga Planets. Los detalles de la canción fueron revelados el 8 de junio de 2010: sería producida por el compositor y también cantante de la banda CG Mix y entraría a formar parte del recopilatorio Short Circuit III.Poco tiempo después se confirmó que la canción Send off estaría incluida en un maxi single titulado Rolling Star; la canción principal del single sería la que da título al mismo, y en los créditos participarían la productora Maiko Luchi y Kotoko.
Después de anunciar su participación en Larval Stage Planning, I've Sound y la compañía de software Candysoft anunciaron el 11 de junio de 2010 que Airi Kirishima sería la vocalista que interpretaría el tema del final del juego Moto nee, chanto shiyou yo!, titulado Kizuna ~endless days~, con letra escrita por Kotoko y producida por Maiko Luchi. Esta sería la segunda canción de la intérprete como integrante de I've Sound.
Sus dos canciones en solitario con I've Sound fueron incluidas en Extract, el séptimo recopilatorio publicado por el grupo.
El debut como letrista de Airi Kirishima tendría lugar con Dreamdroid, la canción de la cara B de Kimi nazo watashi de jump, primer single de Larval Stage Planning con Lantis.

## Canciones

### En solitario
- Two Heart (Canción de apertura de Futa Ane), 2009
- Kizuna ~endless days~ (Canción de cierre de Moto nee, chanto shiyou yo!), 2010
- Eve (Canción de apertura de (Shinken (Maji) de Watashi ni Koishi nasai! S), 2012
- In My World (Canción de Nekonade distortion EXODUS), 2012[9]
- Steadily (Canción de apertura de Aneimo neo second sisters) 2012

### Larval Stage Planning(Junto aNami MaisakiyRin Asami)
- Rolling Star (17/07/2010)
- Send off (Ending de Kisaragi gold star) (17/07/2010)
- Blossomdays - versión (06/05/2011)
- Lillies Line - versión (06/05/2011)[10]

### KotokotoKaori UtatsukitoLarval Stage Planning
- Seishun Rocket (Short Circuit III premium show), 2010
- Short Circuit (Short Circuit III premium show), 2010